# 邵荣德
邵榮徳，男，中華人民共和國軍事、政治人物，中國人民解放軍少將丶中共黨員
歷任重庆警备区参谋长兼重慶市征兵领导小组副组长丶四川省军区副司令员兼四川省征兵领导小组副组长    